# M36 (bomba)
M36 – amerykańska bomba kasetowa. W korpusie tej bomby mieściły się 182 bomby zapalające małego wagomiaru typu M126.